# Parc de Contamines
Le parc de Contamines est un parc public de 13 825 m2, situé à Genève, en Suisse.

## Localisation
Le parc se situe en ville de Genève, dans un périmètre situé entre les deux grands axes que sont la route de Florissant et la route de Malagnou, sur la rive gauche du lac Léman, non loin du parc Bertrand. Il est délimité par les rues Crespin et Michel-Chauvet ainsi que par l'avenue Krieg.

## Histoire
Cette parcelle de verdure fut acquise en 1845 par Anna et L.Suzanne Ferrière (1803-1890 et 1806-1883), institutrices, qui, aidées de leur frère, le pasteur Emmanuel Ferrière (1807-1871), y firent construire en 1847, une villa, dans le but d'y ouvrir un pensionnat pour jeunes filles.
La maison, à laquelle vinrent s’ajouter trois chalets-dépendance construits en 1852 sur la partie nord du terrain, fut reprise à la mort des deux sœurs par leur neveu, le médecin Frédéric Ferrière (1848-1924), vice-président du CICR et député au Grand Conseil. À la mort de celui-ci, son fils Adolphe Ferrière (1879-1960), y ouvrit en compagnie de sa sœur Marianne dite Maya, les toutes premières classes Montessori de l'École Internationale. À cette époque, Maya fit construire à l'est de la propriété, un nouveau pavillon baptisé «La Volière».
La «grande maison» dont l'adresse fut d'abord le 15, puis le 45, chemin / route de Florissant, fut  également le siège du vice-consulat de Bolivie, dont le vice-consul n'était autre que Frédéric Ferrière fils, autre membre de la fratrie. 
En 1958 la parcelle fut achetée  par la ville de Genève pour y construire une école, acte découlant de la mise en place d'un plan d'aménagement de quartier voté en 1949 par le Conseil d'État et en 1952 par le Grand Conseil, décrétant le secteur zone d'utilité publique. Toutefois, contrairement à ce qui avait été initialement prévu, c'est sur les proches terrains des anciennes propriétés Lombard et Maunoir, que le groupe scolaire sera finalement édifié au début des années 60 sous la forme de pavillons provisoires, qui cèderont la place dès 1972, au bâtiment principal actuel, inauguré en 1975. 
Après être restée plusieurs années à l'état de terrain vague, l'ancienne propriété sera finalement aménagée en promenade publique en  1981 et agrémentée d'un bassin ainsi que d'un espace de jeux.

## Contenu du parc
En bordure du parc se trouve l'école de Contamines, dont le préau comprend une place de jeux aménagée qui s'étend sur la zone de verdure voisine. La villa du Général Dufour ainsi que le parc attenant devraient prochainement devenir propriété de la ville permettant ainsi de prolonger le parc actuel.